# كولونل أبرامز
كولونل أبرامز (بالإنجليزية: Colonel Abrams)‏ هو راقص ومغني ومغن مؤلف أمريكي، ولد في 25 مايو 1949 في ديترويت في الولايات المتحدة، وتوفي في 24 نوفمبر 2016 بسبب السكري.

## وصلات خارجية
- كولونل أبرامز على موقع IMDb (الإنجليزية)
- كولونل أبرامز على موقع ميوزك برينز (الإنجليزية)
- كولونل أبرامز على موقع أول ميوزيك (الإنجليزية)
- كولونل أبرامز على موقع ديسكوغز (الإنجليزية)